# Миерличешти (Олт)
Миерличешти (рум. Mierlicești) насеље је у Румунији у округу Олт у општини Лељаска. Oпштина се налази на надморској висини од 318 m.

## Становништво
Према подацима из 2002. године у насељу је живело 241 становника, од којих су сви румунске националности.